# ایمن اصفری
اَیْمَن اَصفَری (به انگلیسی: Ayman Asfari) (زاده ۸ ژوئیه ۱۹۵۸) کارآفرین، بازرگان و مدیر ارشد اجرایی بریتانیایی سوریه‌ای تبار (سوری‌تبار) است، که اکنون به‌عنوان مدیر عامل اجرایی شرکت نفت و گاز پتروفاک فعالیت می‌کند.